# Cartoon Network
Cartoon Network je američka kabelska televizijska mreža koju je kreirao Turner Broadcasting i pripada Turner Broadcasting System, Inc. (a Time Warner Company), a čiji je primarni zadatak emitiranje akcijskih i humorističnih crtanih filmova. Originalni američki kanal pojavio se 1. listopada 1992. godine sa Zekoslav Mrkvom. Namijenjen je djeci, ali postoji poseban "kanal" za odrasle, nazvan Adult Swim, koji se prikazuje tijekom kasne večeri. Njegovi sestrinski kanali su Boomerang TV i Adult Swim, a slogan je "Funny For Your Face" (hrv. Zabavno za vaše lice).

## Programi
Neki od programa koje Cartoon Network emitira (ili ih je emitirao u prošlosti) su:
- Dexterov laboratorij
- Johnny Bravo
- Krava i pile
- I Am Weasel
- The Powerpuff Girls
- Ed, Edd and Eddy
- Courage The Cowardly Dog
- The Grim Adventure's Of Billy & Mandy
- Foster's Home For Imaginary Friends
- Codename: Kids Next Door
- Mucha Lucha
- Atomic Betty
- Megas XLR
- Teen Titans
- Xiaolon Showdown
- Ben 10
- The Life & Times Of Juniper Lee
- Fantastic Four: "The World's Greatest Heroes"
- Evil Con Carne
- What's New Scooby-Doo
- Naruto
- Totally Spies!
- Pet Alien
- Pokémon
- Camp Lazlo
- My Gym Partner's A Monkey
- Class of 3000
- Hi Hi Puffy Ami Yumi
- One Piece
- Eureka Seven
- Fullmetal Alchemist
- Samurai Jack
- Trinity Blood
- Blood+
- Martin Mystery
- Beyblade
- Rurouni Kenshin
- Outlaw Star
- Tenchi Muyo
- G Gundam
- Pat i Mat
- Transformer Armada
- SD Gundam Force
- Yu Yu Hakusho
- S-CRY-ED
- Trigun
- Witch Hunter Robin
- Wolf's Rain
- Cyborg 009
- Megas XLR
- Dragonball
- Dragonball Z
- Dragonball GT
- Transformer Cybertron
- Rave Master
- Duel Master
- Code Lyoko
- X Men Evolutation
- Static Shock
- Jackie Chan Adventure
- Yu-Gi-Oh GX
- Pecola
- Sitting Ducks
- Transformer Energon
- Kikaider
- Blue Gender
- Zoids Chaotic Century
- Zoids New Century
- Zoids Fuzors
- Big O
- Justice League
- Justice League Unlimited
- Zatch Bell
- IGPX
- Idaten Jump
- DICE
- 08th MS Team